# Ahuitzotl
Ahuitzotl († 1502.), osmi astečki car, tlatoani Tenochtitlána (1486. – 1502.). Bio je sin princa Tezozomoca i princeze Atotoztli II. te brat astečkih careva Axayacatla i Tizoca, kojega je vjerojatno dao ubiti i odstraniti s prijestolja zbog njegove slabe i neuspješne vladavine koja je oslabila snagu Carstva.
Stupio je na prijestolje 1486. godine i uskoro se pokazao kao uspješan vojskovođa. Pokorio je plemena na jugu na području današnje Gvatemale i na teritoriju uz obalu Meksičkog zaljeva. Velika osvajanja donijela su velike prihode kraljevskoj riznici, što je dovelo do širenja Tenochtitlana i velike izgradnje, poput izgradnje hrama Malinalcoa.
Ahuitzotl je prvenstveno poznat po masovnim ritualnim žrtvovanjima ljudi, koji su među najmasovnijima u astečkoj povijesti. Godine 1487. je prilikom četverodnevne ceremonije otvorenja novog hrama u Tenochtitlanu, dao ritualno pogubiti do 20.000 vojnih zarobljenika na način da su im naživo otvaranja prsa i vađeno srce.